# Międzydzielnicowcy
Międzydzielnicowcy lub mieżrajońcy (ros. межрайонцы), mienszewicy internacjonaliści – frakcja działająca w obrębie Socjaldemokratycznej Partii Robotniczej Rosji w latach 1913–1917. Była aktywna na terenie Petersburga. W 1917 podobieństwa programowe między międzydzielnicowcami a bolszewikami stały się na tyle duże, że na przełomie lipca i sierpnia 1917 frakcje te połączyły się.

## Tło historyczne

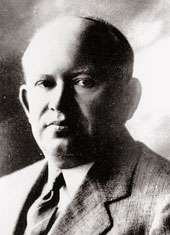
Konstantin Jurieniew - jeden z przywódców frakcji.

W 1903 na kongresie w Londynie Socjaldemokratyczna Partia Robotnicza Rosji podzieliła się na bolszewików i mienszewików. Podział ten stał się jedynie początkiem dalszych sporów ideowych, taktycznych i personalnych – po klęsce rewolucji 1905 w Rosji obydwie frakcje podzieliły się na dalsze stronnictwa. W 1912, na dwóch niezależnych od siebie konferencjach, bolszewicy ogłosili usunięcie mienszewików z partii, podczas gdy ci drudzy uznali tę decyzję za nielegalną i ogłosili się prawdziwym kierownictwem partii. W rezultacie tych decyzji, podjętych na kongresach za granicą, również na terenie Rosji działały konkurujące ze sobą organizacje partyjne. W Petersburgu bolszewicy posiadali swój lokalny komitet, zaś mienszewicy grupę inicjatywną. Część działaczy po obydwu stronach dostrzegała jednak słabość wynikającą z podziałów w ruchu socjalistycznym i postanowiła podjąć działania na rzecz zjednoczenia wszystkich sił politycznych, które uznawały rewolucję socjalistyczną za cel swojego istnienia.

## Powstanie frakcji
W listopadzie 1913 bolszewicy K. Jurieniew, A. Nowosiołow i E. Adamowicz oraz mienszewik N. Jegorow powołali do życia frakcję międzydzielnicowców. Program grupy zakładał rewolucyjną taktykę działania nie wykluczając czasowego wykorzystywania metod działalności legalnej. Międzydzielnicowcy opowiadali się za zjednoczeniem bolszewików oraz mienszewików, prowadzili również pracę polityczną wśród robotników. W momencie wybuchu I wojny światowej zdecydowanie opowiedzieli się przeciwko niej. Grupa wydała jeden numer gazety Naprzód, szybko zdelegalizowanej (druk pisma został wznowiony w 1917). Do końca 1914 zgromadzili ok. 80 członków, jednak ich popularność rosła w miarę społecznego znużenia konfliktem. W pierwszych miesiącach roku 1917 międzydzielnicowcy posiadali już ok. 400-500 członków.

## Rewolucja lutowa
Międzydzielnicowcy wzięli aktywny udział w rewolucji lutowej, 27 lutego?/12 marca 1917 wezwali do zbrojnego powstania antycarskiego. Ich przedstawiciele współtworzyli Piotrogrodzką Radę Delegatów Robotniczych i Żołnierskich; jako aktywna w czasie rewolucji grupa uzyskali w niej prawo do jednego miejsca w Komitecie Wykonawczym. W czasie prac rady coraz wyraźniejsze było zbliżenie programowe i taktyczne między bolszewikami i międzydzielnicowcami, ich stanowisko natomiast oddalało się od pozycji mienszewików. W kwietniu 1917 międzydzielnicowcy, nie chcąc brać udziału w kongresie zdominowanym przez tę ostatnią grupę, nie wzięli udziału w formalnym „zjednoczeniu frakcji”. W tym okresie międzydzielnicowcy posiadali ok. 4000 stałych członków.

## Połączenie z bolszewikami
Wzmocnieniem dla międzydzielnicowców były powroty do Rosji szeregu działaczy emigracyjnych, którzy dołączyli do ich szeregów – byli to m.in. Lew Trocki, Anatolij Łunaczarski, Dawid Riazanow, Moisiej Uricki, Dmytro Manuilski, Lew Karachan, Adolf Joffe, Władimir Antonow-Owsiejenko, W. Wołodarski. W czasie wyborów do rad dzielnicowych Piotrogrodu w maju i czerwcu 1917 międzydzielnicowcy tworzyli już formalnie blok z bolszewikami. Po dyskusjach nad formą połączenia obydwu grup, międzydzielnicowcy ogłosili swoje połączenie z bolszewikami na kongresie na przełomie lipca i sierpnia 1917. Wielu działaczy pochodzących z tej frakcji wzięło następnie udział w rewolucji październikowej i rosyjskiej wojnie domowej.